# Sofian El Moudane
Sofian El Moudane, né le 16 mars 1994 à Saint-Étienne en France, est un footballeur franco-marocain évoluant avec l'équipe de l'IR Tanger.

## Biographie

### Carrière en club
Natif de Saint-Étienne, Sofian El Moudane est issu du centre de formation de l'AS Saint-Étienne. Il dispute une saison en équipe réserve d'Angers SCO avant de se lancer dans une carrière de footballeur amateurs dans les clubs de Cuiseaux FC, Saint-Louis Neuweg, US Feurs, US Le Pontet, Hauts Lyonnais et l'Athlético Aix Marseille Provence. Avec les Hauts Lyonnais, il remporte couronné champion en Régional 1 Auvergne-Rhône-Alpes en 2019.
Le 9 janvier 2019, il s'engage pour deux saisons au FK Senica en championnat slovaque. Le 16 février 2019, il dispute son premier match face à l'AS Trencin (défaite, 3-0). Le 13 avril 2019, il marque son premier but en pro face au FC Nitra (victoire, 4-1). En deux saisons, il marque trois buts et délivre trois passes décisives en 33 matchs.
Le 1er janvier 2020, il s'aventure au Maroc en signant à l'Ittihad de Tanger. Le 11 janvier 2020, il dispute son premier match avec le club tangérois face au Moghreb de Tetouan (match nul, 0-0). Le 23 janvier 2020, il marque son premier but face à l'Olympique de Safi (défaite, 1-2). Le 14 février 2020, il inscrit son premier doublé de sa carrière professionnelle à l'occasion d'un match de championnat face au Fath Union Sports (victoire, 2-1). Il y marque quatre buts et délivre une passe décisive en dix-sept matchs et termine la saison à la quatorzième place du championnat marocain.
Le 3 novembre 2020, il signe un contrat d'une saison au Wydad Athletic Club pour un montant de 185.000 euros. Le 16 février 2020, il dispute son premier match face au Fath Union Sports (victoire, 3-2). Le 23 février 2020, il dispute son premier match de Ligue des champions de la CAF face à l'Atlético Petróleos de Luanda (victoire, 0-1). Il dispute sept matchs en championnat et cinq matchs en Ligue des champions de la CAF. Il termine la saison en étant couronné champion du Maroc.
Le 24 août 2021, il signe un contrat de deux ans à la RS Berkane. Le 26 septembre 2021, il dispute son premier match face aux FAR de Rabat (match nul, 1-1). Le 28 juillet 2022, il bat le Wydad Casablanca sur séance de penaltys à l'occasion de la finale de la Coupe du Maroc au Stade Mohammed-V (match nul, 0-0). Le 10 septembre 2022, il est titularisé sous son nouvel entraîneur Abdelhak Benchikha à l'occasion de la finale de la Supercoupe de la CAF face au Wydad Athletic Club. Il marque le deuxième but du match sur un penalty provoqué par Chadrack Muzungu. Il est remplacé à la 76ème minute par Mehdi Oubila et le match se solde sur une victoire de 0-2 au Complexe sportif Moulay-Abdallah.

## Palmarès
Wydad Casablanca
- Championnat du Maroc (1) :
  - Champion : 2020-21.

 RS Berkane
- Coupe du Maroc (1) :
  - Vainqueur : 2021 (2022)
- Supercoupe de la CAF (1) :
  - Vainqueur : 2022